# 마틴 암스트롱
마틴 암스트롱(Martin Arthur Armstrong, 뉴저지, 1949년 11월 1일 ~ )는 전 프린스턴 경제연구소의 대표이다.

## 경력
마틴 암스트롱은 13살 때 뉴저지주 펜사우켄에서 동전과 우표 거래사업을 시작했다.